# Ptychostomum neodamense
Ptychostomum neodamense là một loài Rêu trong họ Bryaceae. Loài này được (Itzigs.) J.R. Spence mô tả khoa học đầu tiên năm 2005.